# Kim Jae-hwan (cantor)
Kim Jae-hwan (hangul: 김재환; nascido em 27 de maio de 1996), é um cantor sul-coreano. Ele tornou-se popularmente conhecido por ter sido um dos onze finalistas do Produce 101 Season 2, tendo estreado no grupo masculino temporário Wanna One em 7 de agosto de 2017.

## Discografia

### Singles
| Título                             | Ano  | Álbum                         |
| ---------------------------------- | ---- | ----------------------------- |
| "Fall In Front of the Post Office" | 2016 | Vocal War: God's Voice        |
| "Sorry"                            | 2016 | Vocal War: God's Voice Part 1 |

## Filmografia

### Reality shows
| Ano  | Título                      | Emissora | Notas       |
| ---- | --------------------------- | -------- | ----------- |
| 2012 | Korea's Got Talent Season 2 | tvN      | Concorrente |
| 2016 | Vocal War: God's Voice      | SBS      | Concorrente |
| 2017 | Produce 101 Season 2        | Mnet     | Concorrente |